# Sucha Góra (Pogórze Dynowskie)
Sucha Góra (585 m n.p.m.) – wzniesienie na Pogórzu Dynowskim, na północ od Krosna. Na szczycie znajduje się wieża radiowo-telewizyjna RTCN Sucha Góra.

## Atrakcje turystyczne
- rezerwat przyrody Prządki
- szlak turystyczny w Czarnorzekach
- grodzisko
- zamek w Odrzykoniu
- cmentarz wojenny z czasów I wojny światowej, który kryje szczątki honwedów węgierskich[1].

W masywie Suchej Góry znajduje się też m.in. stara sztolnia, obecnie zamknięta metalową kratą i będąca miejscem zimowania nietoperzy.

## Przypisy

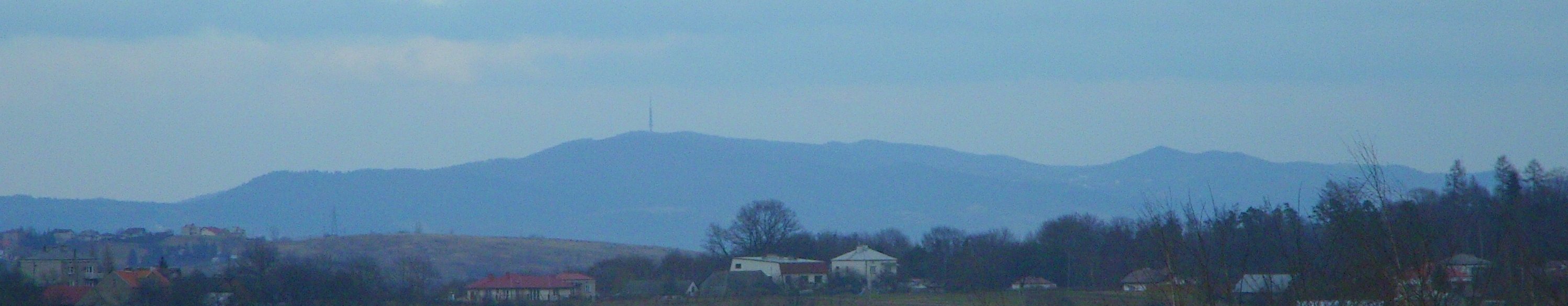
Sucha Góra widziana z Bączala Dolnego